# Maryland (série de televisão)
Maryland (também chamada de MaryLand) é uma série de televisão dramática britânica. Estreou em 22 de maio de 2023, na ITV e na plataforma de streaming ITVX. Foi ao ar na Austrália na BritBox em 25 de janeiro de 2024, e nos Estados Unidos em maio de 2024, na PBS.

## Sinopse
O drama conta a história de duas irmãs distantes que se reconectam após a morte repentina de sua mãe na Ilha de Man.

## Elenco
- Suranne Jones as Becca[3]
- Eve Best como Rosaline
- Hugh Quarshie como Pete
- George Costigan como Richard
- Dean Lennox Kelly como Jacob
- Andrew Knott como Jim
- Rhiannon Clements como Lauren
- Yasmin Davies como Molly
- Stockard Channing como Cathy
- Judy Clifton como Mary
- Ben Addis como DT Ian Quayle
- Steph Lacey como Solicitadora
- Geraldine McAlinden como Mallory
- Ed White como Nick

## Produção
A série foi filmada na Irlanda.

## Recepção
Nick Hilton no The Independent chamou a série de "um retrato arrepiante e comovente da irmandade". Lucy Mangan no The Guardian deu à série 4 de 5 estrelas.